# 约瑟夫城 (布拉格)

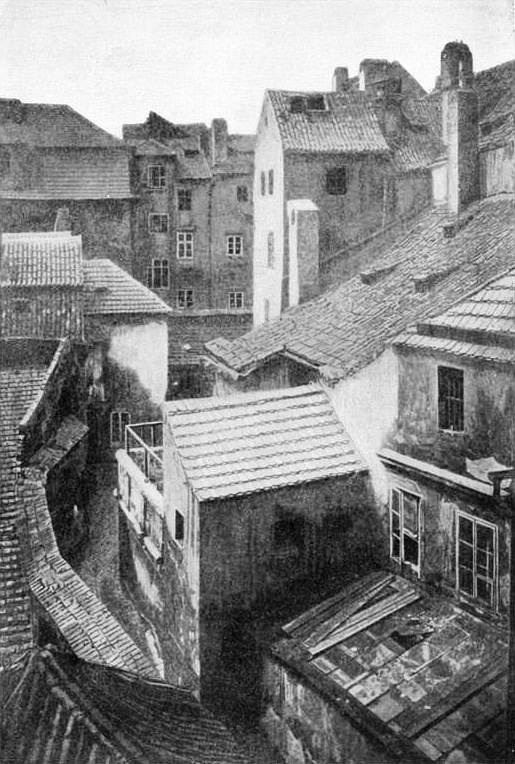
隔都的狭窄街道，1893年-1913年之间拆除

约瑟夫城（捷克語：Josefov），史上称犹太城（捷克語：Židovské Město），是捷克首都布拉格最小的地籍区，该市从前的犹太区。该区完全被布拉格老城包围。该区通常用布拉格犹太社区的旗帜（红底黄色大卫之星）代表。

## 历史
犹太人早在10世纪就已定居在布拉格。第一次集体屠杀是在1096年（第一次十字军），最后他们集中于用围墙包围的隔都裡。1262年普热米斯尔·奥托卡二世颁布《犹太法》（Statuta Judaeorum），准许犹太社区一定程度的自治。1389年发生严重的集体屠杀，有1,500人在复活节被杀。这个隔都在16世纪末最为繁荣，当时犹太市长莫迪凯·迈塞尔成为财政大臣和大富翁。他出钱帮助隔都的发展。据信就是在这时，犹大·勒夫·本·贝扎莱尔拉比创造了魔像。
1850年，该区以约瑟夫二世命名为约瑟夫城（Josefstadt），他在1781年发布宽容令。准许犹太人住在隔都以外，因此住在约瑟夫城的犹太人比重下降，只有正统派的和贫穷的犹太人还住在这裡。
在1893年到1913年之间，布拉格模仿巴黎进行城市改造，将该区的大部分拆除，只剩下6座犹太会堂、老公墓、老犹太城市政厅（现在布拉格犹太博物馆的一部分）。纳粹德国占领后，人们预计这个旧隔都将会完全拆毁，但是这一地区却被保存下来，用来兴建计划中的“灭绝种族博物馆”。这意味着纳粹从整个中欧收集犹太人的工艺品在约瑟夫城展示。
目前该区布满20世纪初的建筑，因此难以精确领会这个旧城区拥有18,000居民时的情形。

## 历史遗蹟
- 弗朗茨·卡夫卡出生地

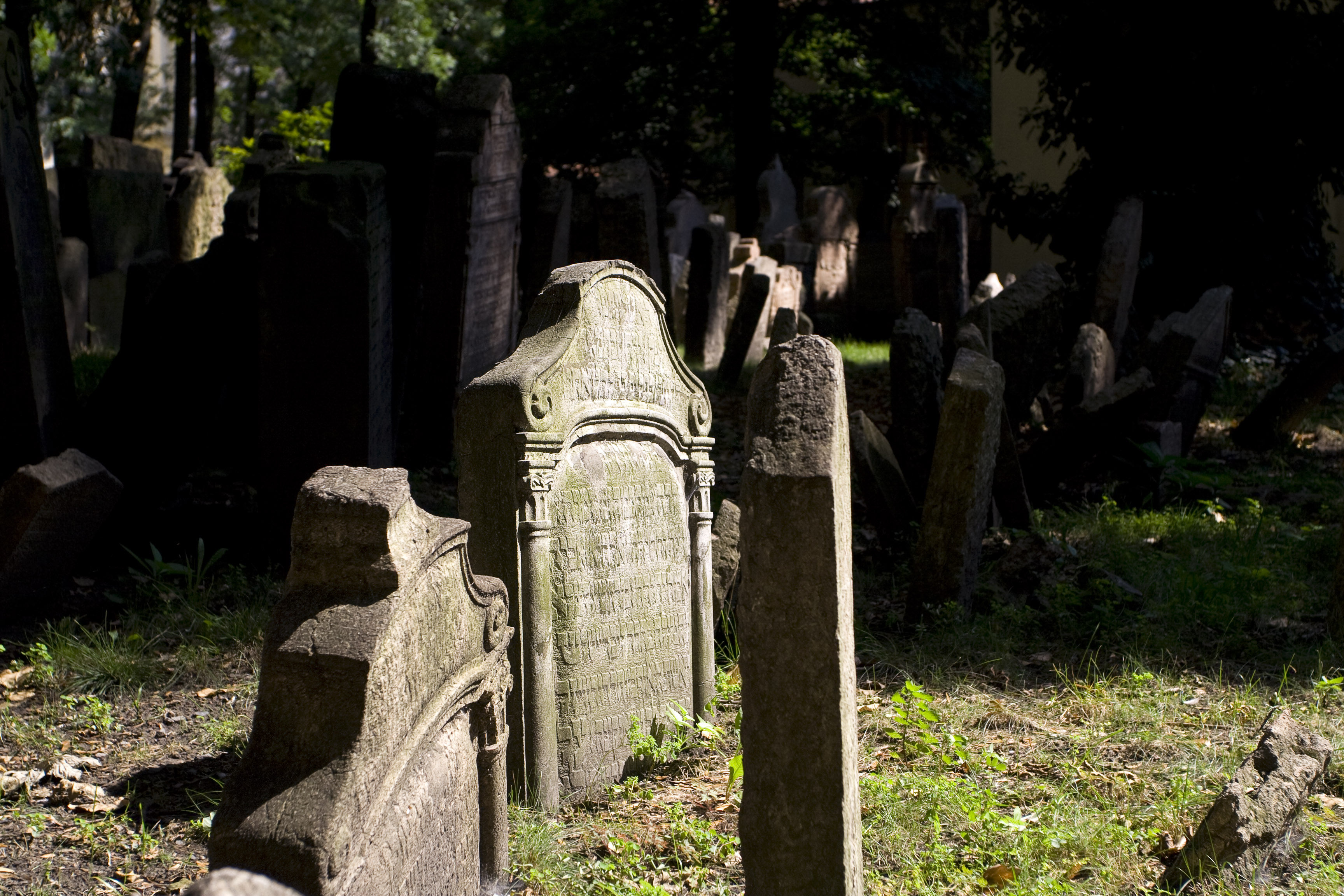
老犹太公墓

- 高大犹太会堂（Vysoká synagoga）：16世纪犹太会堂
- 克劳森会堂（Klausova synagoga）：16世纪巴洛克犹太会堂
- 梅瑟会堂（Maiselova synagoga）：16世纪犹太会堂，毁于火，现在是博物馆。
- 平卡斯会堂（Pinkasova synagoga）：16世纪犹太会堂，现在用来纪念大屠杀遇难者。
- 西班牙会堂（Španělská synagoga）: 19世纪犹太会堂，内部为摩尔式
- 老新犹太会堂（Staronová synagoga）：13世纪哥特式建筑
- 犹太城市政厅（Židovská radnice）: 18世纪洛可可市政厅
- 老犹太公墓（Starý židovský hřbitov）：15-18世纪公墓。欧洲现存最古老的犹太公墓。
- 犹太礼堂 (布拉格)（Obřadní síň）：20世纪新文艺复兴建筑